# Roger Graf
Roger Graf (* 27. November 1958 in Zürich) ist ein Schweizer Schriftsteller. Er ist vor allem als Autor für das Kriminalhörspiel Die haarsträubenden Fälle des Philip Maloney bekannt.

## Biographie
Roger Graf wurde am 27. November 1958 in Zürich geboren und stammt aus einer italienischen Familie. Seine Eltern trennten sich, als er zwei Jahre alt war und so wuchs er mit seiner Schwester bei seiner Grossmutter, seiner Mutter und seinem Onkel auf. Erst 12 Jahre später sah er seinen Vater erstmals wieder. Graf ging in die Primar- und Realschule in Zürich und war unter Vormundschaft bis im Alter von 20 Jahren. Mit 12 Jahren begann er erste Gruselgeschichten zu verfassen und erzählte seinen Mitschülern phantasievolle Geschichten.
Von 1975 bis 1977 machte Graf eine Lehre zum Sportartikelverkäufer, obwohl dies nach eigenen Angaben lediglich eine Notlösung darstellte. Um sein 16. und 17. Lebensjahr machte er Erfahrungen mit Alkohol und anderen Drogen und hatte auch Selbstmordgedanken. Er begann daher Gedichte zu schreiben und zeigte diese auch anderen.
In den frühen 80er Jahren nahm er verschiedene Aushilfsjobs an und veröffentlichte erste Beiträge in Literaturzeitschriften. In der Zeitschrift drehpunkt erschienen drei Beiträge fälschlicherweise unter dem Namen Roger Grab. In Berlin arbeitete Graf an zwei Romanen im literarischen Colloquium Wannsee. 1981 verfasste Graf ein Hörspiel für Radio DRS zum Thema Sportartikelverkäufer und gründete einen Filmclub in Zürich. Das Hörspiel Eine Insel, die es nicht gibt entstand 1981. Bis 1984 war Graf freier Filmkritiker und ab 1985 war er Redaktor der Zeitschrift TELL. Weil das Geld ausging, ging der Tell ein und ein Nachfolgeprojekt scheiterte ebenfalls.
1986 arbeitete er als Redaktor für „Wort-Unterhaltung“ bei Radio DRS. Bis 1988 verfasste er Sketche und weitere Texte für Radio DRS 1 und 3. Hier begann auch die Arbeit an den „haarsträubenden Fällen des Philip Maloney“, die ein Jahr darauf auf Sendung gingen. Im Jahr 1990 veröffentlichte Graf zwei Kartenspiele und 1992 erschien das erste Buch über Maloney. In den nächsten Jahren folgten verschiedene Lesungen und Fernsehauftritte. 1996 erschien Zürich bei Nacht, im selben Jahr erhielt er den Burgdorfer Krimipreis für Tödliche Gewissheit (erschien 1997 als Taschenbuch). 1999 erschien der Roman Tanz an der Limmat. Bis 2009 standen vor allem Lesungen in der Schweiz im Zentrum von Grafs Aktivitäten.

## Auszeichnungen
- 1996 Burgdorfer Krimipreis[2][3]
- 1997 Glauser-Nominierung[3]
- 1997 Ehrengabe des Kantons Zürich[4]
- 2010 Zürcher Radiopreis[5]

## Werke
Roger Graf ist Autor von 404 Hörspielfolgen  (Stand 2019) von Die haarsträubenden Fälle des Philip Maloney. Diese Serie wird seit 1989 immer sonntags vom Radio-Sender Radio SRF 3 (ehemals DRS 3) ausgestrahlt.

### Hörspiele
- Die haarsträubenden Fälle des Philip Maloney (Krimiserie seit 1989)
- Die Insel, die es nicht gibt (1981)
- Verrückte Helden (1994)

### Kriminalromane

#### Reihe Philip Maloney
(siehe Philip Maloney)
- Kurzgeschichten:
- Die haarsträubenden Fälle des Philip Maloney (1992)
- Philip Maloney, 30 rätselhafte Fälle (1998)
- Philip Maloney – Die Leiche im Moor (1999)
- Philip Maloney – Der Womper (1999)
- Philip Maloney und der Mord im Theater (2000)
- Philip Maloney – Zum Kuckuck (2000)
- Philip Maloney – Haarige Zeiten (2004)
- So geht das!, Ein Philip Maloney Lesebuch (2010)
- Philip Maloney Hörspiele 1989–1993 (2010)
- Üble Sache, Maloney (Sammelband, 2023)
- Romane:
- Ticket für die Ewigkeit. Ein Fall für Philip Maloney (1994, 2023: Neuauflage)
- Philip Maloney – Tödliche Gewissheit (1995, 2023: Neuauflage)

#### Reihe Marco Biondi
- Zürich bei Nacht (1996, 2022: Neuauflage)
- Tanz an der Limmat (1997)

#### Reihe Damian Stauffer
- Die Frau am Fenster (2003)
- Der Mann am Gartenzaun (2008)
- Die rechte Hand (2012)
- Der schöne Tod (2014)
- Das zweite Bild (2018)

#### Weitere Kriminalromane
- Kurzer Abgang (1998)
- Last minute (2007)
- Stimmen der Nacht (2008)
- Falsche Freunde (2024)

### Theaterstücke
- Unter der Brücke (2001)
- Der grosse Wurf (2002)